# Beowulf-klyngesystem
Et Beowulf-klyngesystem er en type supercomputer, der består af en masse almindelige computere koblet sammen i et lokalt netværk med software installeret som muliggør deling af processeringskraft mellem dem. Systemet er opkaldt efter en bestemt computer ved navn Beowulf som blev bygget i 1994 af Thomas Sterling og Donald Becker hos NASA.